# Archimonocelis oostendensis
Archimonocelis oostendensis är en plattmaskart som beskrevs av Martens och Schockaert 1981. Archimonocelis oostendensis ingår i släktet Archimonocelis och familjen Archimonocelididae. Inga underarter finns listade i Catalogue of Life.